# Gegants de les Corts
Els gegants nous de les Corts són uns gegants de Barcelona d'estètica clàssica. Representen el rei Jaume II i la seva esposa, Elisenda de Montcada, personatges vinculats a la vila de les Corts pel monestir de Pedralbes. Per aquest motiu també són anomenats Gegants de Pedres Albes.
Els gegants van néixer com a part del projecte «Una cercavila ben pròpia de les Corts», del Col·lectiu Anglesola, que pretenia crear unes figures que s'identifiquessin amb el barri. El 1987 aquesta proposta va guanyar el concurs «Faci d'alcalde», que convocava l'Ajuntament de Barcelona per finançar iniciatives ciutadanes. Aquell mateix any es va construir el gegant Jaume II, encarregat al mestre imatger barceloní Domènec Umbert i, a l'octubre, es presentà a la festa major de les Corts. L'any següent s'enllestí Elisenda de Montcada, que es va estrenar a les festes de la Mercè.
Els gegants van ser una novetat en el panorama festiu de les Corts i d'aleshores ençà han representat el barri per tot el país i fins i tot a l'estranger, en viatges al Japó, a Polònia o a Síria. Ho han fet sempre acompanyats per l'Associació de Geganters de les Corts, els actuals responsables de les figures. Ja a la dècada dels noranta, Jaume II i Elisenda de Montcada estrenen còpies de fibra de vidre, molt més lleugeres, que construïren per parts Manel Casserras i Jordi Grau. Els vestits els van elaborar les mateixes dones que havien fet els dels gegants vells.
Avui els Gegants de les Corts només participen en actes esporàdics, però no falten mai a la trobada i la cercavila de la Festa Major de les Corts, el seu barri, on actuen d'amfitrions.